# Марис, Виллем
Виллем Марис, известный также как Венцель Марис (нид. Willem Maris, род. 18 февраля 1844 г. Гаага — ум. 10 октября 1910 г. Гаага) — голландский живописец—импрессионист, младший сын в семье художников Марис. Входил в число живописцев Гаагской школы.

## Жизнь и творчество
Семейство Марисов имело чешское происхождение, дед братьев-художников Виллема, Маттеуса и Якоба приехал в начале XIX столетия в Амстердам из Праги. Первые уроки рисования Виллема прошли с его старшими братьями. Затем он посещал вечерний курс в Королевской академии искусств в Гааге, иногда — мастерскую художника-анималиста Питера Стортенбекера; в целом же В. Мариса можно охарактеризовать как художника-самоучку. В гаагском Морицхаусе он копировал полотна анималиста Паулюса Поттера, затем жил и рисовал в колониях художников в поместье Остербек и в Вольфхеце, развиваясь постепенно в зрелого мастера пейзажной живописи и художника-анималиста. В 1863 году в Гааге состоялась первая выставка работ В. Мариса. В 1855 году он познакомился с художником Антоном Мауве в колонии художников Остербек. С 1862 года живописец вёл в Гааге жизнь свободного художника и вновь встретился с А. Мауве; теперь их связывала как личная дружба, так и творческие интересы. В 1865 году Марис совершил, совместно с Бернардом Бломмерсом, путешествие вдоль Рейна, и затем — в Норвегию. Начиная в 1869 года В. Марис жил в Гааге. Его сын, Симон, был также художником и автором книги о семействе художников Марис.
Типичными для творчества В. Мариса являются голландские сельские пейзажи с животными или без них в духе Камиля Коро. Работы его яркие, пропитанные солнечным светом, в то же время наиболее реалистичны в сравнении с произведениями двух старших братьев Марис. С другой стороны, в работах В. Мариса ощущается влияние импрессионистов (как заявил однажды сам художник: «Я рисую не коров, а свет»).

## Галерея

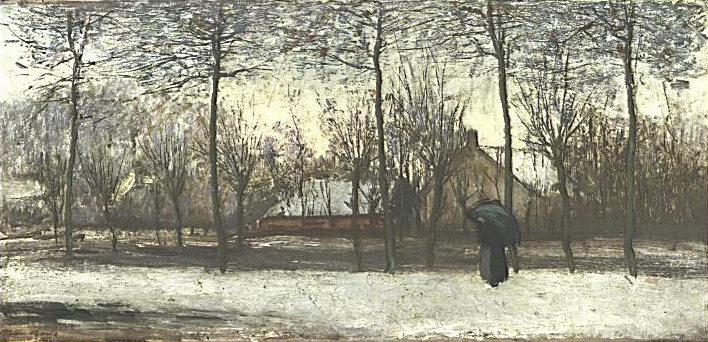
Зима в деревне
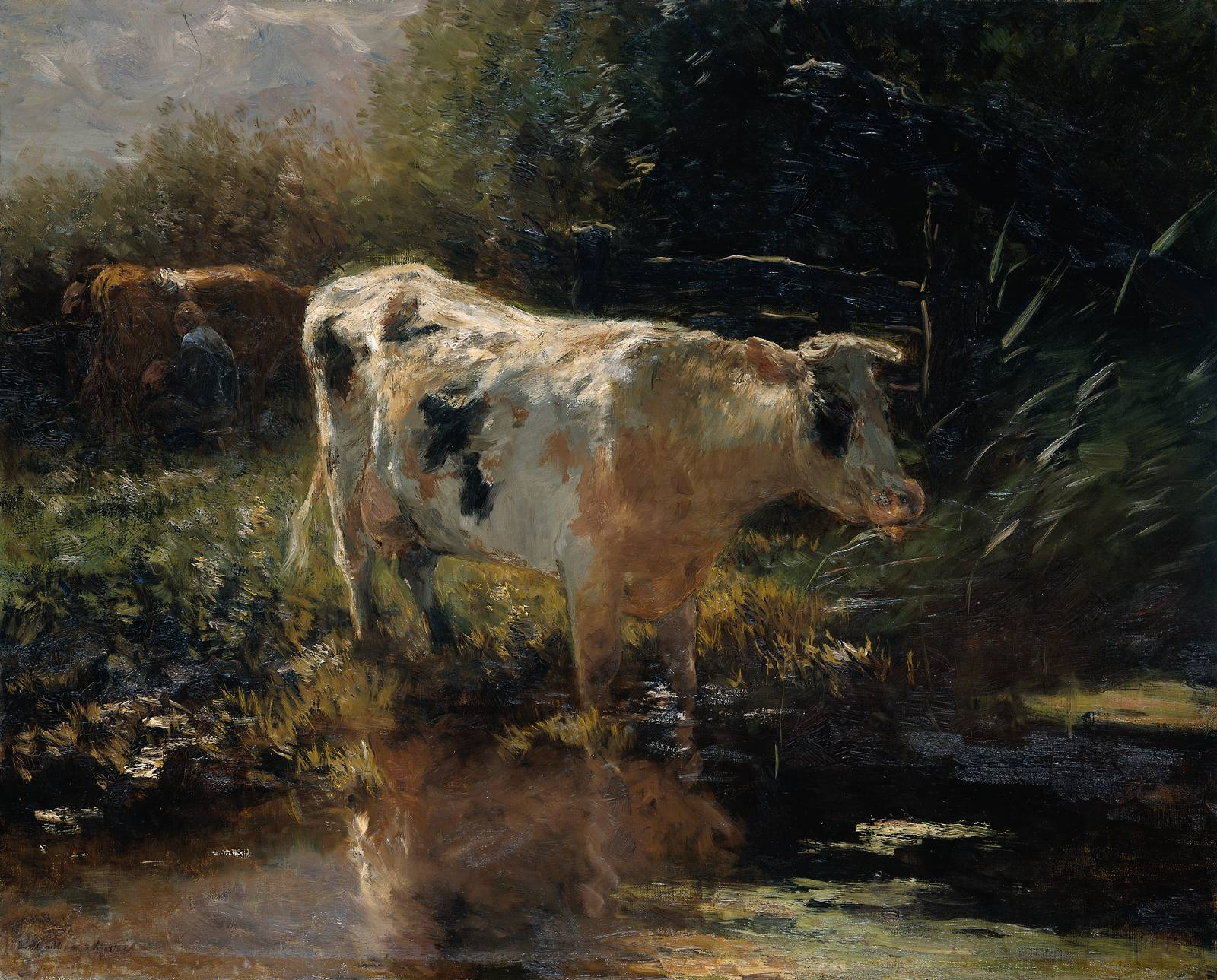
Корова у края рва
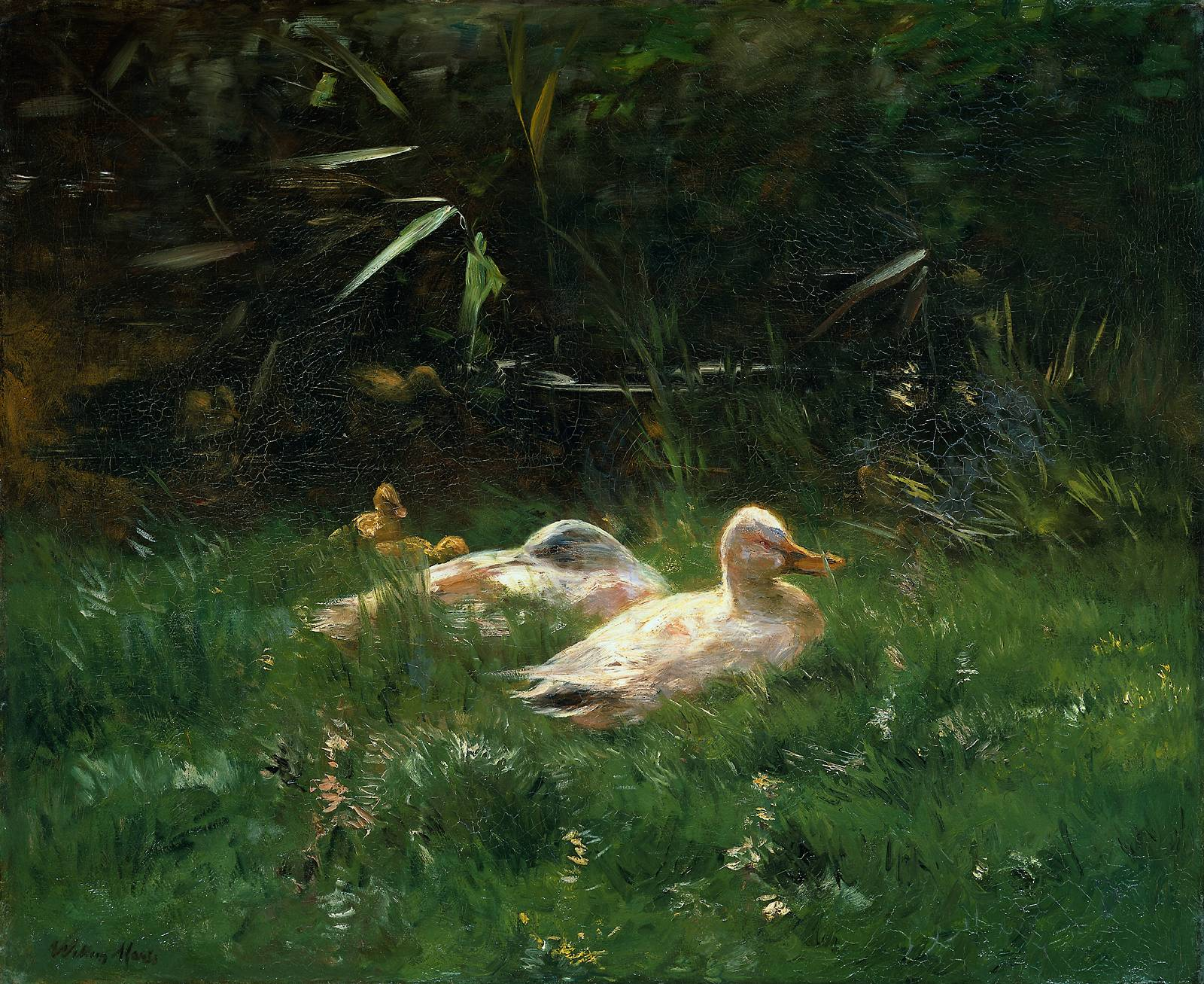
Утки
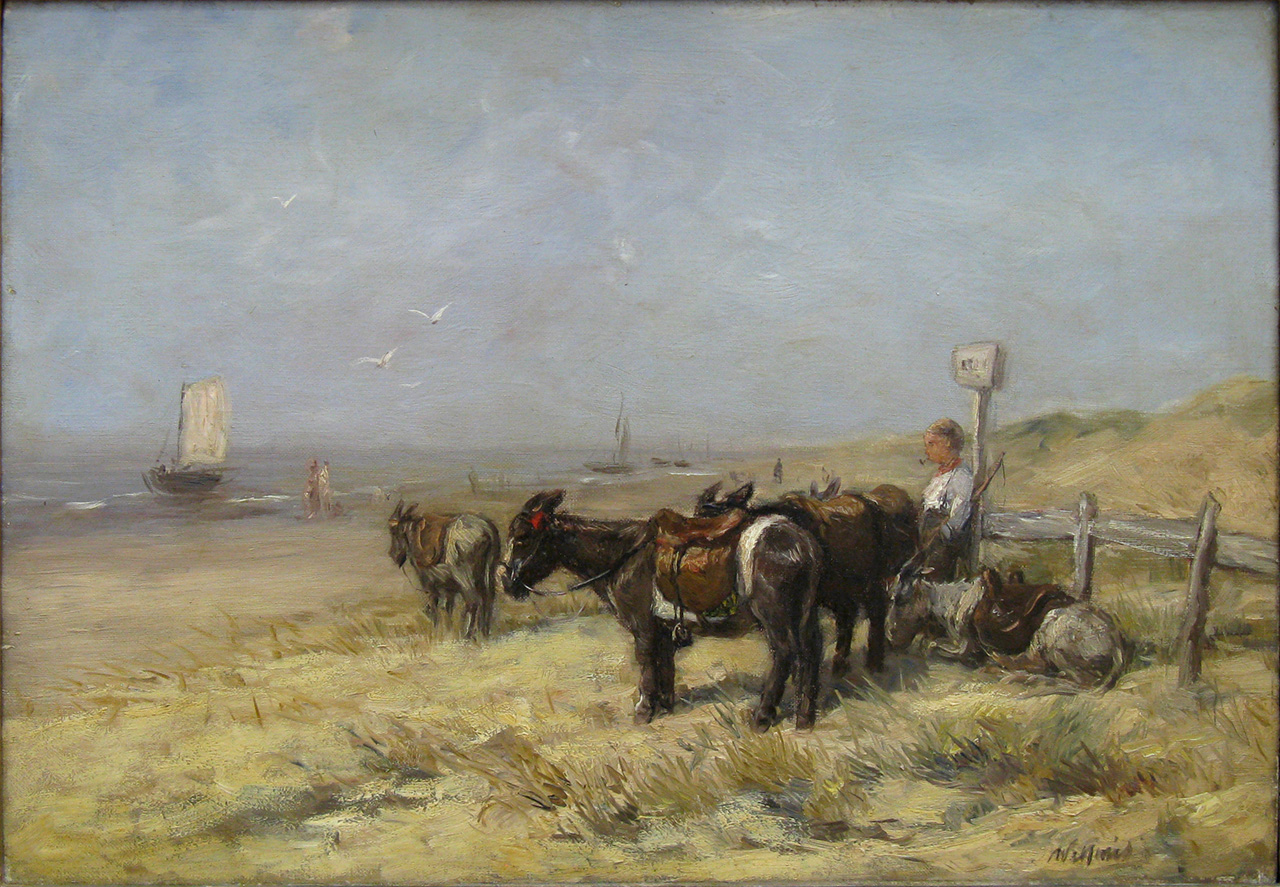
Ослики на берегу (1865-1866)
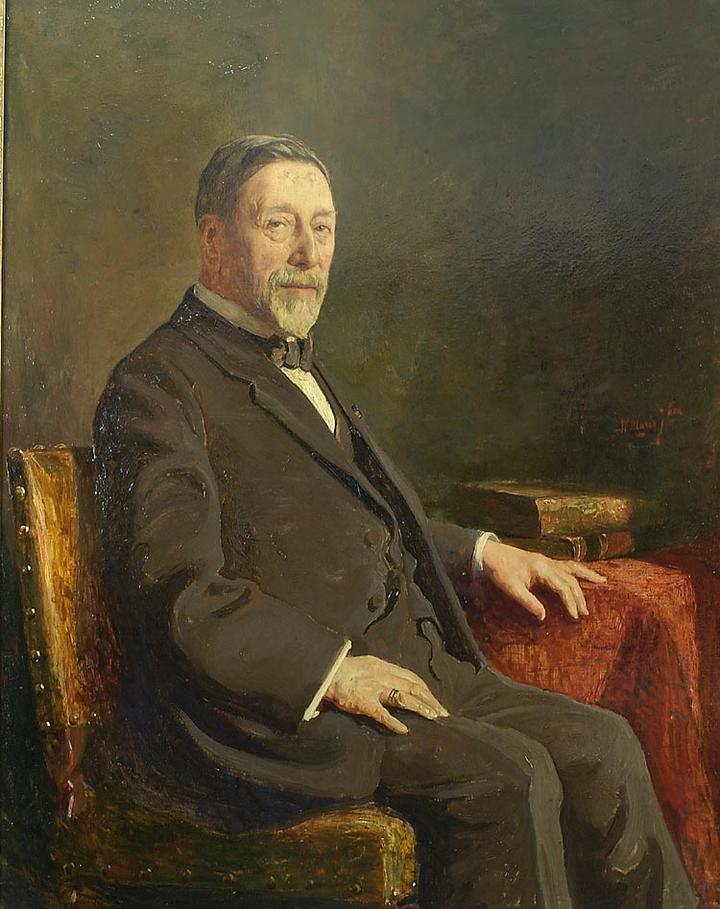
Портрет Я.Нинхуса
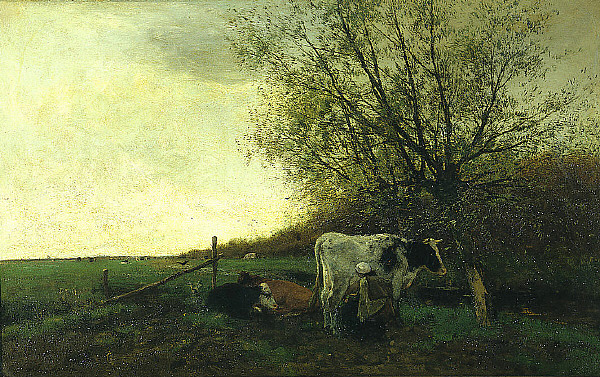
Время доения
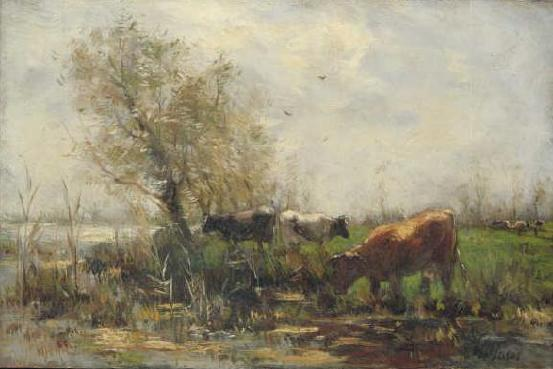
Коровы на водопое